# Virunga (film)
Virunga è un film del 2014 scritto, prodotto e diretto da Orlando von Einsiedel.
Il film si concentra sul lavoro di conservazione attuato dalle guardie forestali del parco nazionale dei Virunga e sull'attività della società britannica Soco International, che ha iniziato a cercare petrolio all'interno del parco, riconosciuto patrimonio dell'umanità dell'UNESCO, nell'aprile 2014.
Acclamata dalla critica, la pellicola è stata candidata ai Premi Oscar 2015 nella categoria miglior documentario e ai premi BAFTA 2015 sempre nella stessa categoria.

## Trama
Il custode di gorilla André Bauma, il capo guardaparco Rodrigue Mugaruka Katembo, il capo guardiano Emmanuel de Merode e la giornalista francese Mélanie Gouby cercano di proteggere il parco nazionale dei Virunga, nella Repubblica Democratica del Congo, casa degli ultimi gorilla di montagna del mondo, dalla guerra, dal bracconaggio e dalla minaccia dell'esplorazione petrolifera. La bellezza naturale e la biodiversità dei Virunga si fondono e si intrecciano con le complesse questioni politiche ed economiche riguardanti l'esplorazione di petrolio e con il conflitto armato in corso nella regione.

## Produzione
La produzione del film è iniziata nel 2012, quando von Einsiedel è arrivato al parco nazionale dei Virunga, nella Repubblica Democratica del Congo, con l'intento di documentare i progressi positivi che erano stati fatti dalle autorità del parco per incoraggiare il turismo e lo sviluppo nella regione. Tuttavia, entro tre settimane dall'arrivo sui Monti Virunga, nell'aprile 2012, è iniziata la ribellione dell'M23 e ciò ha spostato il focus del film, così da coprire anche il conflitto in corso.
Von Einsiedel ha collaborato con i funzionari del parco e con la giornalista francese Mélanie Gouby per indagare sul ruolo della compagnia petrolifera britannica Soco International, che aveva intrapreso attività di ricerca nella zona. Delle riprese fatte di nascosto sembrano inoltre mostrare i rappresentanti della Soco offrire tangenti ai guardaparco. La Soco International ha comunque fortemente negato le affermazioni contenute nel documentario.

## Distribuzione
La première mondiale di Virunga si è svolta il 17 aprile 2014 presso il Tribeca Film Festival a New York. Due giorni prima dell'evento, Emmanuel de Merode, capo guardiano del Parco nazionale dei Virunga, è stato vittima di un attacco messo in atto da uomini armati non identificati sulla strada che va dalla città di Goma al quartier generale del parco a Rumangabo. De Merode è sopravvissuto all'attacco e, con il suo incoraggiamento, la prima del film è andata comunque avanti.
Il film è stato proiettato anche in molti altri festival cinematografici in tutto il mondo, tra i quali vi sono l'Hot Docs Canadian International Documentary Festival, l'International Documentary Film Festival Docville a Lovanio, il Little Rock Film Festival in Arkansas, l'AFI Docs a Washington e il Traverse City Film Festival in Michigan. Nel Regno Unito, il film è stato invece presentato in anteprima all'Edinburgh International Film Festival il 24 giugno 2014.
Il 28 luglio 2014, è stato annunciato che Netflix aveva acquisito i diritti esclusivi del film, che è stato poi rilasciato sul servizio a partire dal 7 novembre.

## Accoglienza

### Critica
Virunga ha ricevuto recensioni molto positive da parte della critica. L'aggregatore di recensioni Rotten Tomatoes gli attribuisce un indice di gradimento del 100% sulla base di 13 recensioni, con un voto medio di 9 su 10, mentre il sito Metacritic assegna al film un punteggio di 95 di 100 sulla base di 5 recensioni con l'indicazione «consenso universale», risulta inoltre uno tra i film con le miglior recensioni del sito.
Jeannette Catsoulis del The New York Times lo ha definito «straordinario», mentre Sheri Linden del Los Angeles Times ha descritto il film come «un rapporto investigativo urgente e un dramma indimenticabile... un lavoro di straziante tenerezza e di suspense da cardiopalma». Ronnie Scheib di Variety ha scritto che Virunga è «uno straordinario documentario» con «abbastanza azione, pathos, suspense, cattivi venali, eroi coraggiosi e gorilla in via di estinzione per una dozzina di film di fantascienza» e Tom Roston ha dichiarato «Virunga è il miglior documentario che ho visto quest'anno».

### Riconoscimenti
- 2015 - Premio Oscar

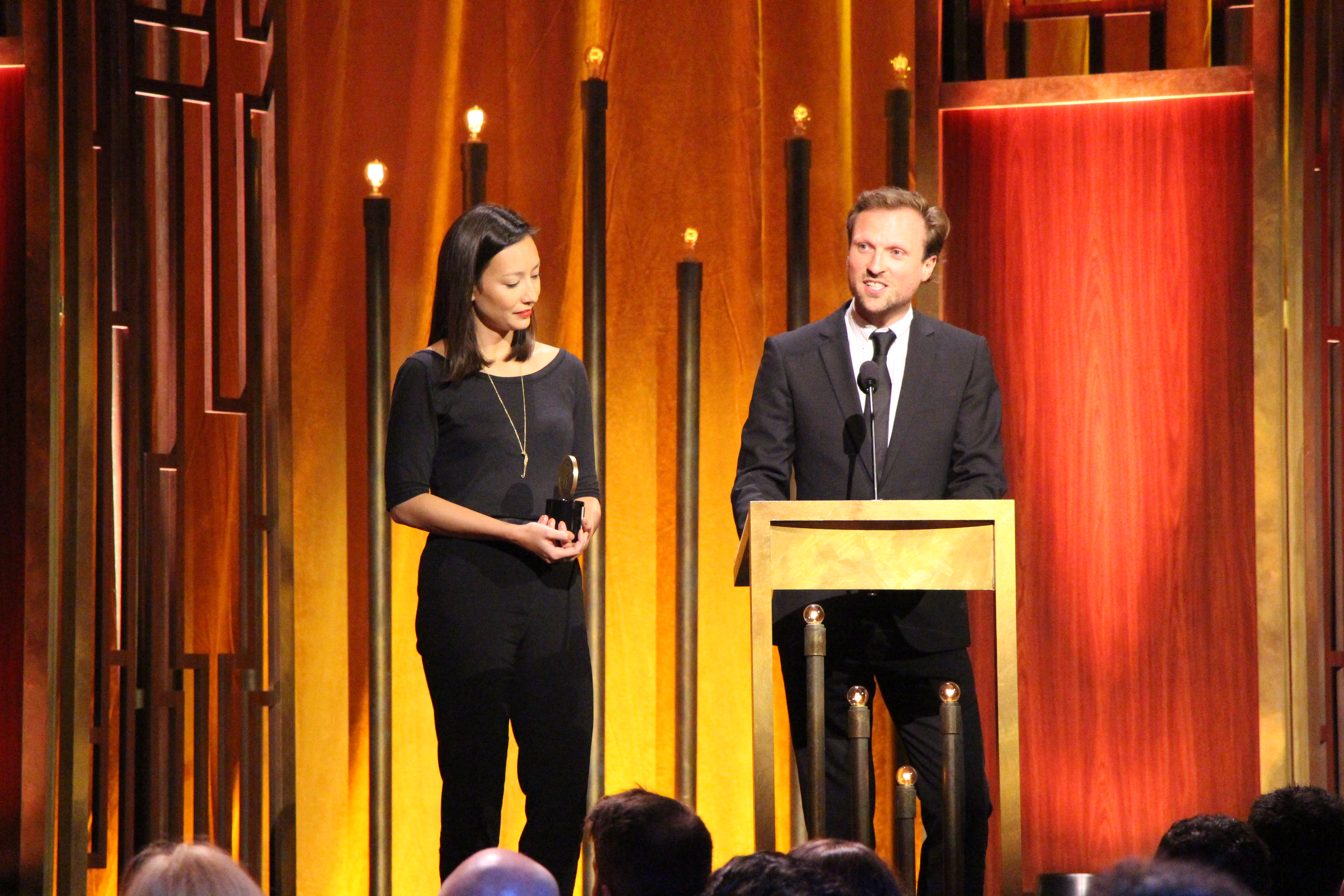
Joanna Natasegara e Orlando von Einsiedel ai Peabody Award.

  - Candidato per il miglior documentario a Orlando von Einsiedel e Joanna Natasegara
- 2015 - Premio BAFTA
  - Candidato per il miglior documentario a Orlando von Einsiedel e Joanna Natasegara
- 2015 - Satellite Award
  - Miglior canzone originale a J. Ralph per We Will Not Go
  - Candidato per il miglior documentario
- 2014 - British Independent Film Awards
  - Candidato per il miglior documentario
- 2014 - Tribeca Film Festival
  - Candidato per il miglior documentario
- 2015 - Peabody Award
  - Documentary, public service, educational, and children's programming honorees

## Impatto

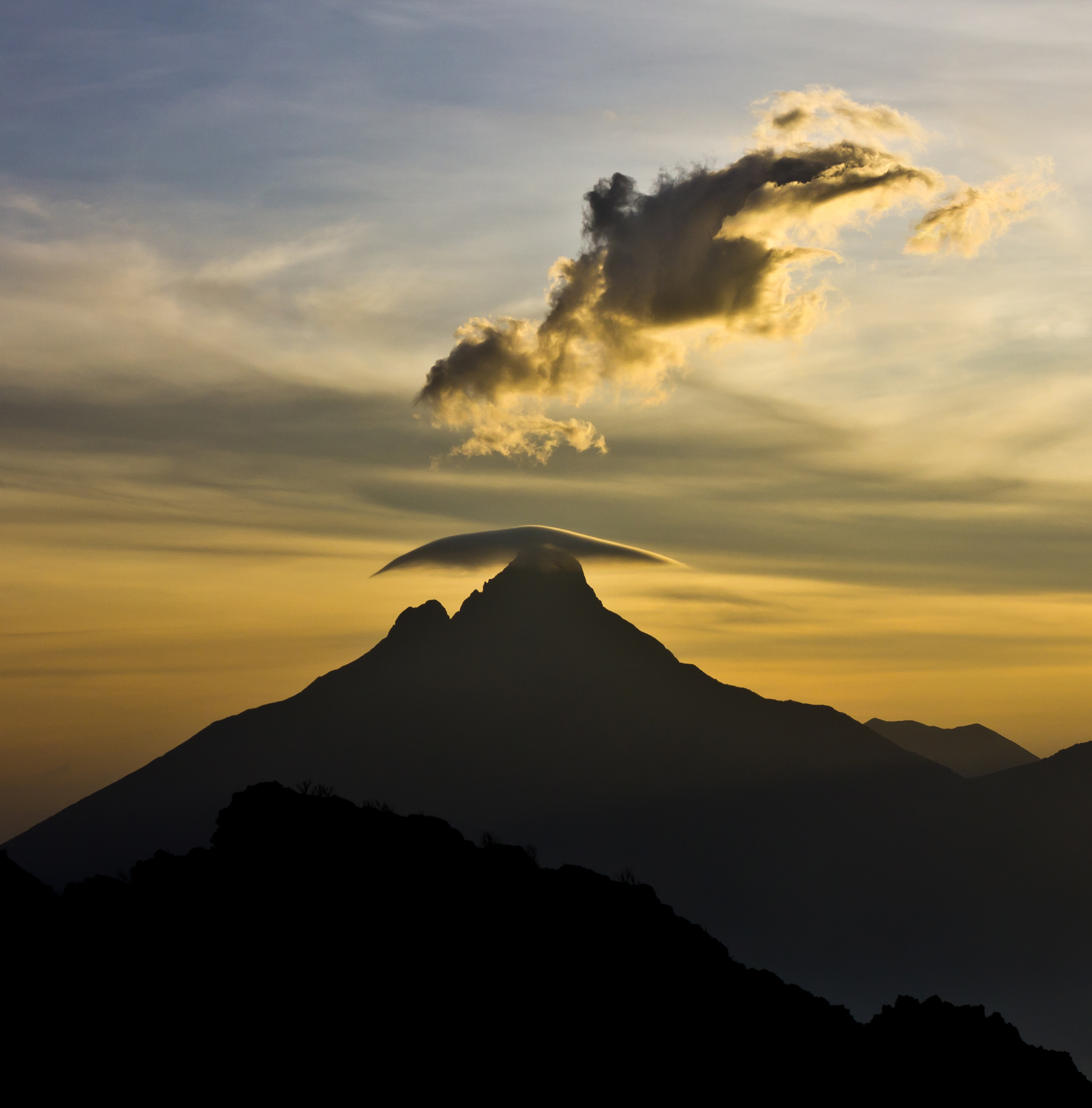
Il parco al tramonto.

Le accuse mosse contro la Soco International nel film, sostenute dalle organizzazioni non governative locali e da coloro che lavorano dentro e intorno al Parco nazionale dei Virunga, hanno portato un aumento della pressione sulla società per porre fine alla ricerca del petrolio all'interno di quello che è riconosciuto come un patrimonio dell'UNESCO.
L'11 giugno 2014, la Soco International e il WWF hanno annunciato una dichiarazione congiunta nella quale la compagnia petrolifera si impegnava a «non intraprendere o commissionare nessuna attività esplorativa o altra perforazione all'interno del Parco Nazionale dei Virunga a meno che l'UNESCO e il governo della Repubblica Democratica del Congo concordino sul fatto che tali attività non sono incompatibili con il suo status di patrimonio dell'umanità». Tutto ciò è stato ampiamente citato come una vittoria per il WWF, che aveva avviato da tempo una campagna per far lasciare la regione alla Soco; vittoria che è stata anche attribuita ai realizzatori del film. Tuttavia, forti preoccupazioni circa la credibilità di questo accordo sono state sollevate sia dai realizzatori stessi, che da altre organizzazioni non governative come Global Witness e Human Rights Watch, nonché da altre organizzazioni della società civile locali.
I dirigenti del World Wildlife Fund ora riconoscono che la battaglia sui Virunga è a stento finita. La Soco International deve infatti ancora rinunciare alla sua autorizzazione all'esercizio o ad impegnarsi in un ritiro incondizionato; «stanno lasciando la porta aperta» ha detto Zach Abraham, direttore delle campagne globali del World Wildlife Fund. Il 13 marzo 2015, la BBC ha riportato che la Repubblica Democratica del Congo stava considerando di ridurre l'estensione del parco, così da permettere la ricerca del petrolio.